# 이동원 (연출가)
이동원(1986년 ~ )는 대한민국의 텔레비전 프로듀서(PD)로, 2012년부터 SBS 시사교양PD로 일하고 있다 . 탐사보도 프로그램 《그것이 알고싶다》의 PD로서 정인이 아동 학대 사망 사건과 제주 이승용 변호사 피살 사건 등을 다뤄 사회적 여론을 환기하고 수사에 기여한 것으로 알려졌다 . 2024년에는 《학전 그리고 뒷것 김민기》 3부작 다큐멘터리를 연출하여 큰 호평을 받았으며 , 이러한 공로로 백상예술대상, 한국PD연합회 이달의 PD상, 서재필언론문화상, 휴스턴국제영화제 금상 등 국내외의 여러 상을 수상했다

## 학력
- 서울대학교 정치학과 졸업

## 경력
- SBS 시사교양 PD
- 경희대학교 문화엔터테인먼트학과 겸임교수
- 법무부 교정정책자문위원

## 주요 작품

### SBS
- 《SBS 스페셜》 (2018년)
- 《그것이 알고 싶다》 (2018년 ~ 2021년)
- 《관계자외 출입금지 - 파일럿》 (2023년 1월)
- 《관계자외 출입금지 - 시즌 1》 (2023년 6~7월)
- 《학전 그리고 뒷것 김민기 - 3부작》 (2024년)
- 《꼬리에 꼬리를 무는 그날 이야기》 (2024~2025년)

## 저서
- 월급쟁이 이피디의 사생활
- 조금 다른 지구마을 여행(꼭 한번은 떠나야 할 스물다섯, NGO 여행)
- 피디란 무엇인가

## 수상 경력
- 제61회 백상예술대상 - 교양작품상
- 제58회 휴스턴 국제 필름 페스티벌 - 금상
- 2024년 방송통신심의위원회 이달의 좋은 프로그램 - 최우수상
- 2024년 제291회 한국PD연합회 이달의 PD상
- 2024년 민주언론시민연합 - 이달의 좋은 보도상
- 한국기독언론연합회 한국기독대상 - 대상
- 2022년 제55회 휴스턴 국제 필름 페스티벌 탐사 저널리즘 금상
- 2022년 뉴욕 TV&필름 페스티벌 어워즈 다큐멘터리 부문 동상
- 2021년 제260회 한국PD연합회 이달의 PD상 TV 시사교양 정규부문
- 2021년 제11회 서재필언론문화상
- 2018년 제220회 한국PD연합회 이달의 PD상 TV 시사교양 정규부문

## 방송출연
- 2022년 2월 27일, 3월 13일 SBS <집사부일체>
- 2022년 12월 7일 tvN <유퀴즈 온더 블럭>